# Селдебаджу-де-Баркеу
Селдебаджу-де-Баркеу (рум. Săldăbagiu de Barcău) — село у повіті Біхор в Румунії. Входить до складу комуни Балк.
Село розташоване на відстані 424 км на північний захід від Бухареста, 48 км на північний схід від Ораді, 103 км на північний захід від Клуж-Напоки.

## Населення
За даними перепису населення 2002 року у селі проживали 583 особи.
Національний склад населення села:
| Національність | Кількість осіб | Відсоток |
| -------------- | -------------- | -------- |
| румуни         | 406            | 69,6%    |
| цигани         | 170            | 29,2%    |
| угорці         | 7              | 1,2%     |

Рідною мовою назвали:
| Мова      | Кількість осіб | Відсоток |
| --------- | -------------- | -------- |
| румунська | 577            | 99,0%    |
| угорська  | 6              | 1,0%     |